# Музей Везербург
Музей современного искусства «Везербург» (нем. Weserburg Museum für moderne Kunst) — художественный музей в западной части района Stadtwerder города Бремен, основанный в 1989 году и открытый в сентябре 1991 года в четырех бывших складских зданиях, построенных в XIX веке; перепланировка интерьера позволила сформировать выставочную площадь в 6000 м²; в Везербурге впервые в Европе была на практике реализована идея выставочного зала в форме государственно-частного партнерства — между городом и местными коллекционерами.

## История и описание

### История
Район Везербург получил своё название от средневекового оборонительного пункта, возведённого на территории рядом с бывшим Кайзеровским мостом (Kaiserbrücke) — сегодня это часть города Бремен. Старое офисное здание (бюро), построенное в конце XIX века, было связано с четырьмя складскими помещениями с остроконечными крышами, образую типичным для того времени ансамбль. С 1920-х годов до 1973 года в комплексе зданий занимались обжаркой кофе (Kaffeerösterei). Как единственное здание полуострова, оно было восстановлено после окончания Второй мировой войны — и продолжило использовался в коммерческих целях.
Основой для музея послужила идея, которая возникла в ходе выставке 1982 года, проходившей под эгидой сообщества «Gesellschaft für Aktuelle Kunst» — которое сегодня также находится в музейном здании. Во время показа коллекции Оннаша (Sammler Onnasch), возникла идея создать музей современного искусства на основе данного собрания. Предполагалось, что Везербург станем художественным музеем, в котором несколько крупных коллекционеров смогут выставить свои собрания (или их части). В 1989 году у музея появился директор-основатель — им был назначен историк искусства Томас Дееке (Thomas Deecke, 1940—2017); ему было поручено реализовать идею на практике. В течение достаточно короткого времени Дееке удалось убедить около десятка коллекционеров выставить свои собрания в Везербурге.
К 1991 году четыре складские здания были перестроены по проекту архитекторов Вольфрама Дамса (Wolfram Dahms, род. 1938) и Франка Зибера. Несколько «разрывов» в потолке и использование пространства под крышами позволили создать музейное здание с выставочной площадью в 6000 м², весьма подходящее для произведений современного искусства. Так директор ганноверского Общества Кестнера Карл Хаенлайн подчеркнул в 1993 году, что железнодорожные станции и рыночные залы XIX века удачно подходят для выставления произведений современного искусства — при этом использование их в качестве галерей позволяет, одновременно, сохранить в неприкосновенности ценные примеры городской архитектуры того периода. Кроме того, благодаря своему расположению на реке Везер и доступу к помещениям через специальный мост, комплекс здания в Бремене привлекает к себе внимание, являлась заметной частью городского пейзажа.
Открытие музея — в то время имевшего название «Neues Museum Weserburg Bremen» — состоялось 6 сентября 1991 года. В нем были представлены работы из самых разных международных художественных движений и течений, существовавших с 1940-х годов. Скульптура «Три треугольника» (Three Triangles, 1993—1994), созданная американским художником Солом Левиттом и известная также как «Outdoor Piece for Bremen», была установлена на соседнем мосту «Bürgermeister-Smidt-Brücke» — она «обыгрывает» характерную форму музейного ансамбля.

### Концепция
В Везербурге посетители могут познакомиться не только с работами современных художников, но и с не совсем обычной музейной концепцией. Впервые в Европе идея государственно-частного партнерства при создании музея для коллекционером была реализована именно здесь. Предполагается, что индивидуальный художественные пристрастия каждого из коллекционером помогут «оживить» музейную атмосферу. Каждая из коллекций сохраняет свой специфический характер — что видно не только в отборе авторов и направлений, но и в физическом расположении экспонатов и их представлении.
Музей ежегодно приводит несколько временных выставок, сотрудничая при этом с целым рядом международных выставочных площадок: как в Европе и США, так и в Юго-Восточной Азии и Южной Америке. Город Бремен ежегодно выплачивает музею фиксированную сумму в 1,2 миллиона евро (по состоянию на 2010 год) — остальные средства привлекаются музеем в частном порядке.
В 1999 году администрация музея приобрела собрание «Архив для малой прессы и связи» (Archive for Small Press & Communication, ASPC), благодаря которому удалось организовать учебный центр по художественной публикации (Studienzentrum für Künstlerpublikationen), в который вошли и дополнительные архивные фонды. Центр располагает собранием международных публикаций: книг, каталогов, плакатов всех основных художественных направлений — начиная с 1960-х годов и до компьютерного искусства. В феврале 2013 года учебный центр был занесен в «Красную книгу», издаваемую Культурным советом Германии — он был классифицирован как находящийся под угрозой исчезновения (категория 2).